# Osobliwy dom pani Peregrine (film)
Osobliwy dom pani Peregrine (ang. Miss Peregrine’s Home for Peculiar Children) – amerykański film fantastyczny z 2016 roku w reżyserii Tima Burtona, na podstawie powieści pod tym samym tytułem autorstwa Ransoma Riggsa, scenariusz na jej podstawie napisała Jane Goldman.
Muzykę do filmu skomponowali Michael Higham i Matthew Margeson zmontował go Chris Lebenzon, a autorem zdjęć był Bruno Delbonnel.
Budżet filmu wyniósł 110 milionów dolarów, wpływy wyniosły 296 milionów.
W 2017 roku film wygrał Into Film Award jako najlepszy film dla młodzieży, uzyskał nominacje do trzynastu nagród.

## Obsada
| Postać               | Aktor             | Polska wersja językowa |
| -------------------- | ----------------- | ---------------------- |
| Alma LeFay Peregrine | Eva Green         | Izabela Kuna           |
| Jake Portman         | Asa Butterfield   | Karol Osentowski       |
| Franklin Portman     | Chris O’Dowd      | Marek Bukowski         |
| Doktor Golan         | Allison Janney    | Ewa Kania-Grochowska   |
| John Lemont          | Rupert Everett    | Roman Szafrański       |
| Abraham Portman      | Terence Stamp     | Włodzimierz Press      |
| Emma Bloom           | Ella Purnell      | Ewa Jakubowicz         |
| Panna Avocet         | Judi Dench        | Joanna Szczepkowska    |
| Barron               | Samuel L. Jackson | Krzysztof Stelmaszyk   |